# Vallée De Larmes
Vallée de Larmes (Údolí slz) je skladba německé hudební skupiny Scooter. Jako singl vyšla 9. února 1994 (1. singl kapely). Singl nebyl vydán na studiovém albu ...And the Beat Goes On! Jako jediný singl kapely je plně instrumentální a nebyl k němu natočen ani videoklip. Skupina se k singlu příliš nehlásí a za svůj debutový singl považuje spíše následující Hyper Hyper.
B-side singlu (Cosmos) je obsažen také na studiovém albu ...And the Beat Goes On!, avšak zde hraje verze zcela bez vokálů.
Na obálce singlu je prostý černomodrý nápisna bílém pozadí.
V době vydání byl Scooter koncipován pouze jako projekt, nicméně singl zaznamenal úspěch v německých tanečních žebříčcích, proto se z projektu postupně začala vyvíjet regulérní kapela.

## Seznam skladeb
1. Vallée de Larmes - (6:42)
2. Vallée de Larmes (Percapella Version) - (3:47)
3. Vallée de Larmes (Reincarnation by the Loop! Version) - (4:35)
4. Cosmos - (6:08)